# آيت سعيد (إسن)
آيت سعيد هو دُوَّار يقع بجماعة إسن، إقليم تارودانت، جهة سوس ماسة في المملكة المغربية. ينتمي الدوّار لمشيخة إسن التي تضم 21 دوار. يقدر عدد سكانه بـ 276 نسمة حسب الإحصاء الرسمي للسكان والسكنى لسنة 2004.

## وصلات خارجية
- البوابة الوطنية للجماعات الترابية
- المندوبية السامية للتخطيط